# شيشالدين (جبل)
جبل شيشالدين (بالإنجليزية: Mount Shishaldin)‏ هو بركان نشط بدرجة متوسطة، يقع على جزيرة أونيماك في سلسلة الجزر الأليوتية في ألاسكا.
وهو أعلى قمة جبلية في الجزر الأليوتية. يبلغ ارتفاعه 2857 كم . وهو مغطى بالجليد.